# 歪斜核螺
歪斜核螺（学名：Trigonostoma obliquata），是新腹足目核螺科Trigonostoma的一种。主要分布于台湾，常栖息在泥沙海底。